# Patrick Smith (homme politique)
Patrick Smith (17 juillet 1901 - 18 mars 1982) est un homme politique irlandais du Fianna Fáil, qui est Teachta Dála de 1923 à 1977 ; un mandat de 53 ans, le plus long de l'État. Il occupe plusieurs postes ministériels au sein des gouvernements d'Éamon de Valera et de Seán Lemass.

## Jeunesse
Smith est né dans la ville de Bailieborough, comté de Cavan, le huitième et plus jeune enfant de Terence Smith, agriculteur, et d'Ellen Smith (née MacManus). Il rejoint la Fraternité républicaine irlandaise et joue un petit rôle dans l'insurrection de Pâques de 1916. En 1920, il est impliqué dans l'armée républicaine irlandaise et est l'un de ses plus jeunes commandants, à l'âge de 19 ans. Il est capturé par les forces britanniques en 1921, avec Seán Moylan, qui devient par la suite un collègue du gouvernement. Il est interné et jugé pour trahison, mais il est épargné après qu'une trêve ait été conclue entre l'armée britannique et l'IRA pendant la guerre d'indépendance irlandaise. Après la signature du traité anglo-irlandais, Smith se range du côté de Valera et du camp anti-traité de la guerre civile irlandaise. Smith estime que les négociateurs irlandais ont mal négocié face à la délégation britannique. Ce sentiment perdure pendant une bonne partie de sa carrière politique.

## politique irlandaise
Il entre au Dáil en septembre 1923, comme candidat républicain. En 1926, Éamon de Valera, le chef du Sinn Fein anti-traité, se rapproche de Smith et le persuade de rejoindre son nouveau parti politique, le Fianna Fáil. Le Fianna Fail abandonne la politique abstentionniste du Sinn Fein anti-traité et ses élus prennent place au Dáil Éireann. De Valera et Smith entretiennent une relation personnelle et professionnelle solide. Smith a une forte loyauté envers Fianna Fail et, par extension, de Valera, qu'il défend souvent contre les allégations d'attitude de style totalitaire. Smith réfute ces allégations, affirmant qu'il estime que de Valera a toujours donné la parole aux membres du parti. Il occupe ses premières fonctions comme secrétaire parlementaire au ministère du Taoiseach (whip en chef du gouvernement). Smith identifie cette période de la Seconde Guerre mondiale comme sa période la plus enrichissante dans la politique irlandaise.
Il est nommé secrétaire parlementaire du ministre des Finances en 1943. Il sert sous Seán T. O'Kelly et Frank Aiken pendant son mandat dans le département. Il est brièvement secrétaire parlementaire du ministre de l'Agriculture en janvier 1947, avant sa nomination au poste de ministre de l'Agriculture plus tard ce mois-là. Il occupe ce poste jusqu'à la chute du gouvernement Fianna Fáil, au pouvoir depuis près de 16 ans. Le parti est dans l'opposition jusqu'aux élections générales irlandaises de 1951. Smith est ensuite nommé ministre du Gouvernement local. Il se concentre sur de nombreuses questions sociales, notamment la question de la tuberculose en Irlande. Il plaide pour la réduction de la surpopulation dans les bidonvilles de Dublin. Il supervise le doublement des frais d'immatriculation des véhicules afin de garantir que le gouvernement dispose de suffisamment de liquidités pour l'entretien des routes urbaines et rurales. L'amélioration des routes facilite également les programmes de lutte contre le chômage en offrant des opportunités de recrutement pour travailler sur les routes. Le fonds pour l'amélioration des routes s'élève alors à 3 millions de livres sterling et les travaux de revêtement des 34 000 milles de route qui restent en dessous des normes débutent. Le gouvernement Fianna Fail tombe en 1954 et est remplacé par le deuxième gouvernement interpartis, dirigé par John A. Costello ; Smith revient au poste de ministre du Gouvernement local lorsque Fianna Fail l'emporte aux élections générales irlandaises de 1957.
Smith est de nouveau nommé ministre de l'Agriculture en 1957 lorsque Fianna Fail revient au gouvernement. Ses principaux objectifs à ce poste sont d'éliminer la tuberculose bovine, qui est un problème sérieux pour les agriculteurs irlandais de l'époque. Il encourage une plus grande productivité du secteur économique primaire, en particulier l'agriculture, et vise à améliorer la qualité des prairies sur toute l'île. En dehors de l'agriculture, Smith continue à exercer les fonctions de ministre du Gouvernement local. Il fait également partie d'un groupe de ministres qui supervisent le premier programme d'expansion économique, un plan de développement économique élaboré par TK Whitaker, secrétaire au ministère des Finances, qui est largement salué comme le programme ayant contribué à relancer la croissance économique de l'Irlande, qui donne ses pleines effets au milieu des années 1990. Il exerce également les fonctions de ministre de la Protection sociale.
Smith reste avec Seán Lemass, mais est déçu par le Taoiseach au sujet des relations avec les syndicats. Smith estime que Lemass est trop facilement influencé par les syndicats et, en signe de protestation, il démissionne de tous ses postes ministériels en 1964. Smith n'est pas nommé au cabinet par Jack Lynch lorsqu'il arrive au poste de Taoiseach en 1966 et Smith passe le reste de sa carrière parlementaire sur les bancs d'arrière-ban du Fianna Fáil. Pendant la crise des armements, Smith, comme la plupart des membres fondateurs du Fianna Fail, se range du côté de Lynch contre Charles Haughey et Neil Blaney. Smith prend sa retraite de la politique en 1977, à l'âge de 75 ans. Lors de l'élection à la direction du Fianna Fail en 1979, Smith se range de nouveau du côté des membres les plus traditionnels du parti en soutenant la campagne à la direction de George Colley, qui est également soutenu par Lynch. Haughey remporte les élections et dirige le Fianna Fail jusqu'en 1992.
Smith est décédé le 18 mars 1982, à l'âge de 80 ans, à son domicile de Castleblayney, dans le Comté de Monaghan.